# Parspännen

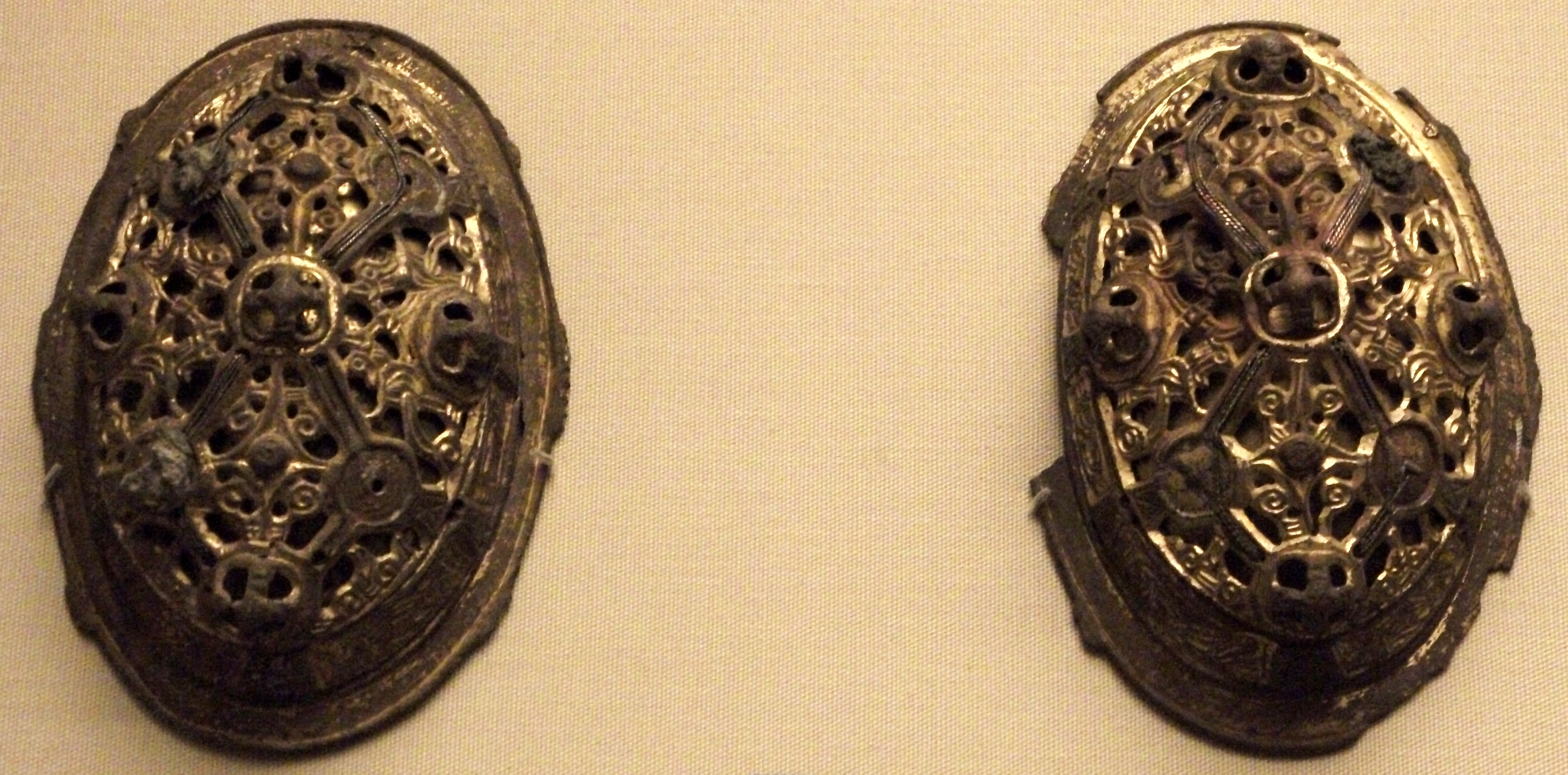
Ovala spännbucklor på British Museum

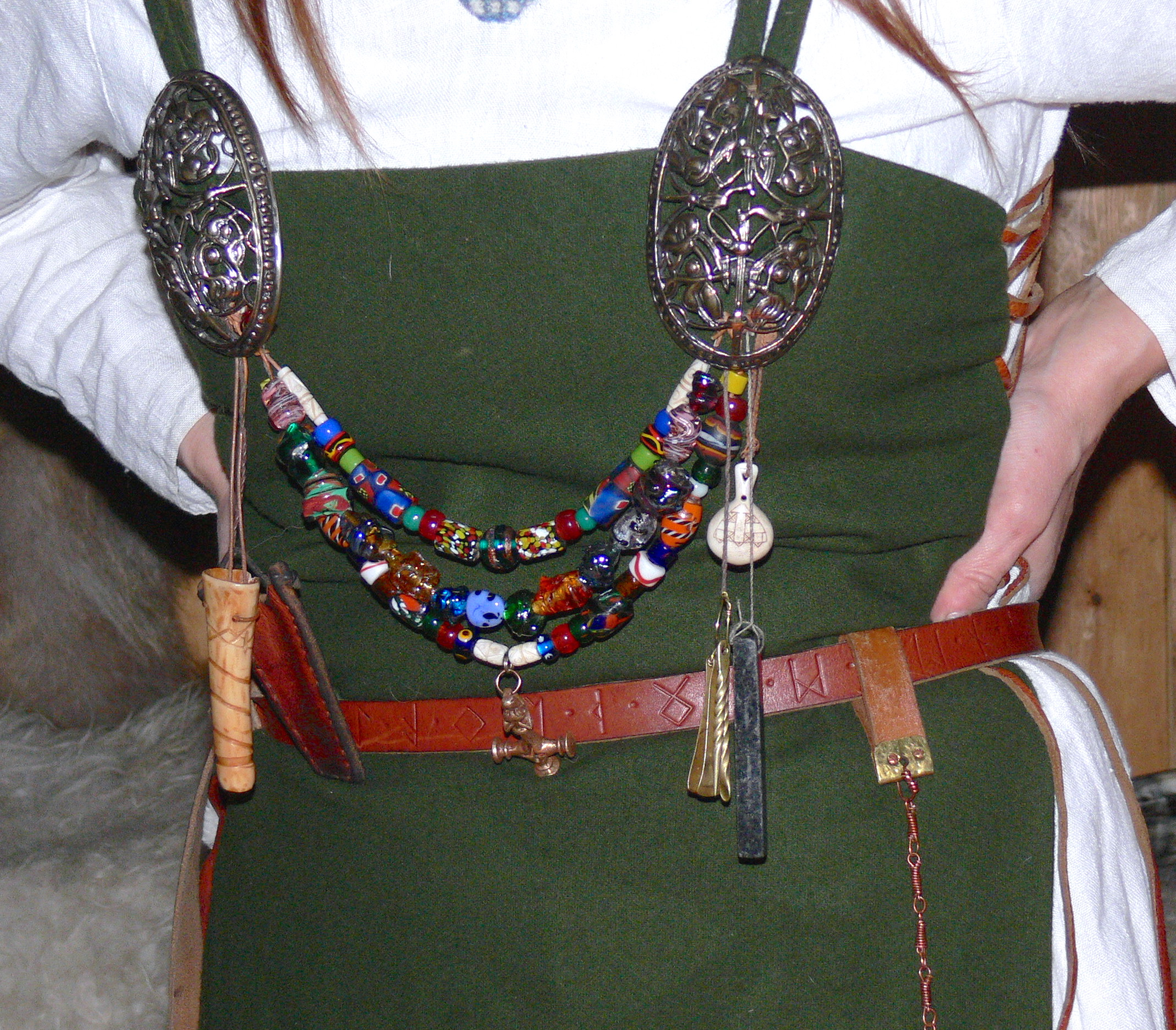
Rekonstruktioner av ovala spännbucklor burna med pärlrader av en museiguide på Island.

Parspännen är en detalj i ett nordiskt vendel-, viking- och korstågstida kvinnligt dräktskick där ett par spännen fäster ihop överplagget i närheten av axlarna eller har en rent dekorativ funktion. 

## Användning
För överplagg som hängselkjol och peplos är någon form av spännen en förutsättning för att plagget ska hålla ihop. Mellan spännena fästes vanligtvis en eller flera rader band med jämnstora pärlor av bland annat glas, bärnsten och silver; på finskt, baltiskt och gotländskt område användes rader av kedjor på samma sätt.  

## Utförande och spridning
Så gott som alla funna parspännen är av brons. Parspännenas former varierar beroende på område och tidsperiod. Utanför Norden har få parspännen påträffats och endast i de trakter där nordbor under vikingatiden bodde eller som de ofta besökte. I Finland levde bruket av parspännen kvar under korstågstiden, det vill säga efter att man i övriga Norden övergått till ett mer kontinentalt dräktskick. 

### Oval spännbuckla
Oval spännbuckla är den vanligaste formen för parspännen på det svenska fastlandet. Formen är kupig och under vikingatiden var en längd på 10 till 12 cm vanlig. På insidan sitter en nål med nålfäste vars syfte var att fästa ihop hängselkjolens axelhängslen.
Medan vendeltidens spännbucklor oftast är enkla tillverkas vikingatidens ofta av två skal, ett yttre och ett inre, av vilket det yttre oftast är genombrutet och kraftigt profilerat med knoppar eller annan dekor.

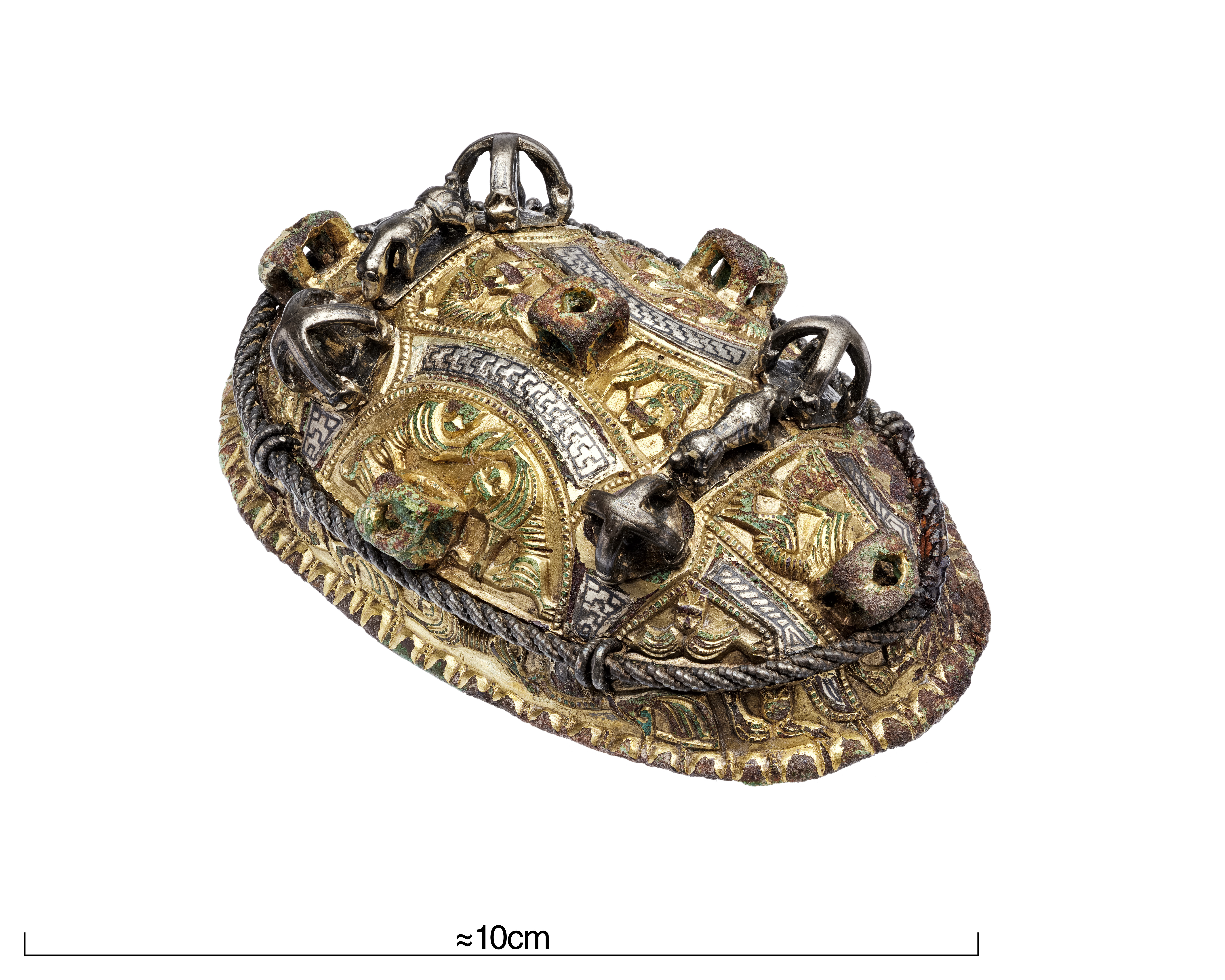
Vikingatida oval spännbuckla från Adelsö.
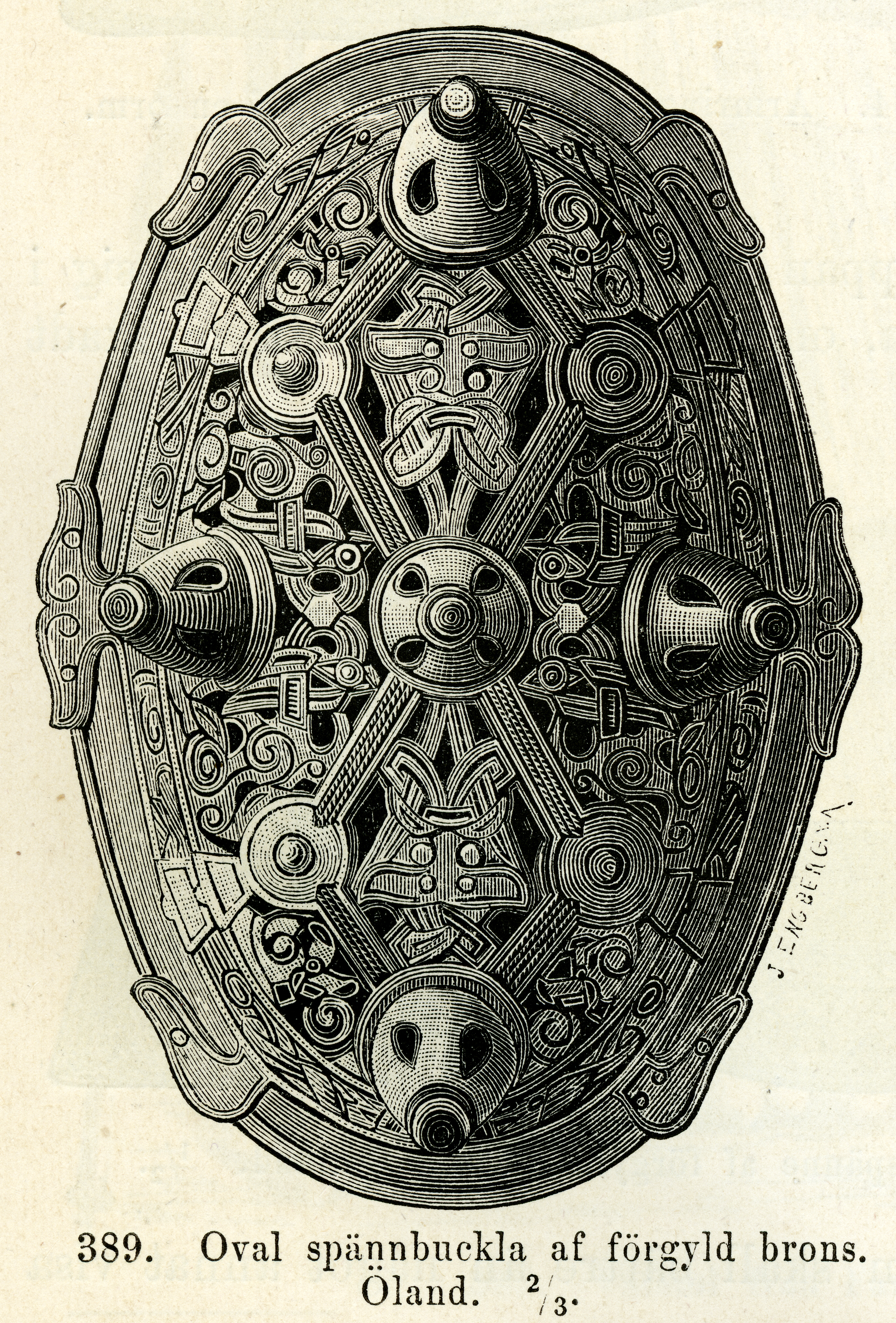
Träsnitt som visar en oval spännbuckla av förgylld brons från Öland.
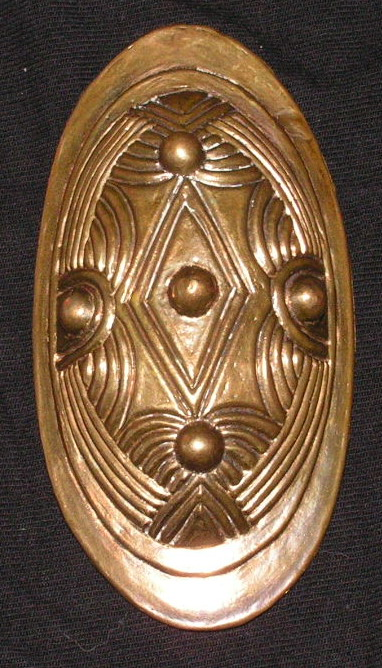
En replika av en oval spännbuckla hittad i utgrävningarna vid Fröjel, Gotland.

### Djurhuvudformiga parspännen
Djurhuvudformigt parspänne har fått sitt namn av att spännet liknar svinhuvuden med tryne och uppstående öron. Spännet har en utbuktande framsida, oftast med djurornamentik, och en plan bottensida med nål och nålfäste. Djurhuvudformiga parspännen är specifika för Gotland.

### Runda parspännen
Runda parspännen är signifikanta för Finland. I euradräkten ingår runda parspännen.

### Spetsovala parspännen
De spetsovala parspännenena är typiska för Finland och har ofta geometriska mönster.

### Ringspännensom parspännen
I västra Finland användes under korstågstiden ringspännen som parspännen, fynd av sådana finns bland annat från Bjärnå.